# Andre Braugher
Andre Braugher (Chicago, 1 de julho de 1962 — 11 de dezembro de 2023) foi um ator estadunidense, conhecido por interpretar os personagens Raymond Holt na série de comédia Brooklyn Nine-Nine, Thomas Searles no filme Tempo de Glória, Frank Pembleton na série criminal Homicide: Life on the Street, e Owen Thoreau Jr. em Men of a Certain Age. Também fez uma participação na série House, M.D. como dr. Nolan. Seus mais de 30 anos de carreira lhe renderam diversas indicações e vitórias em prêmios, como no Emmy, na qual ele tem onze indicações e uma vitória.
Morreu em 11 de dezembro de 2023. Em primeiro momento, a causa de sua morte não foi revelada, sendo citada apenas como "uma breve doença". Em 14 de dezembro de 2023, um assessor disse à revista The Hollywood Reporter que o ator morreu em decorrência de um câncer de pulmão que havia sido diagnosticado há alguns meses.

## Filmografia
- Glory (1989)
- Somebody Has To Shoot the Picture (1990)
- The Court-Martial of Jackie Robinson (1990)
- Homicide: Life on the Street (1993–1999)
- Class of '61 (1993)
- Striking Distance (1993)
- The Tuskegee Airmen (1995)
- Primal Fear (1996)
- Get on the Bus (1996)
- Thick as Thieves (1998)
- City of Angels (1998)
- Africans in America: America's Journey Through Slavery (1998)
- Passing Glory (1999)
- Love Songs (1999)
- It's the Rage (1999)
- A Better Way to Die (2000)
- Homicide: The Movie (2000)
- Frequency (2000)
- Duets (2000)
- Gideon's Crossing (2000)
- 10,000 Black Men Named George (2002)
- Hack (2002)
- Soldier's Girl (2003)
- 'Salem's Lot (2004)
- Thief (2006)
- Poseidon (2006)
- Fantastic Four: Rise of the Silver Surfer (2007)
- Muhammad: Legacy of a Prophet (2007)
- The Mist (2007)
- The Andromeda Strain (2008)
- Passengers (2008)
- S.M.A.S.H.  (2009)
- House, M.D. (2009-2010)
- Miami Medical (2010)
- Superman/Batman: Apocalypse (2010)
- Salt (2010)
- Men of a Certain Age (2009–2011)
- Law & Order: Special Victims Unit (2011–2015)
- The Baytown Disco (2012)
- Brooklyn Nine-Nine (2013–2021)